# Hayes Carll

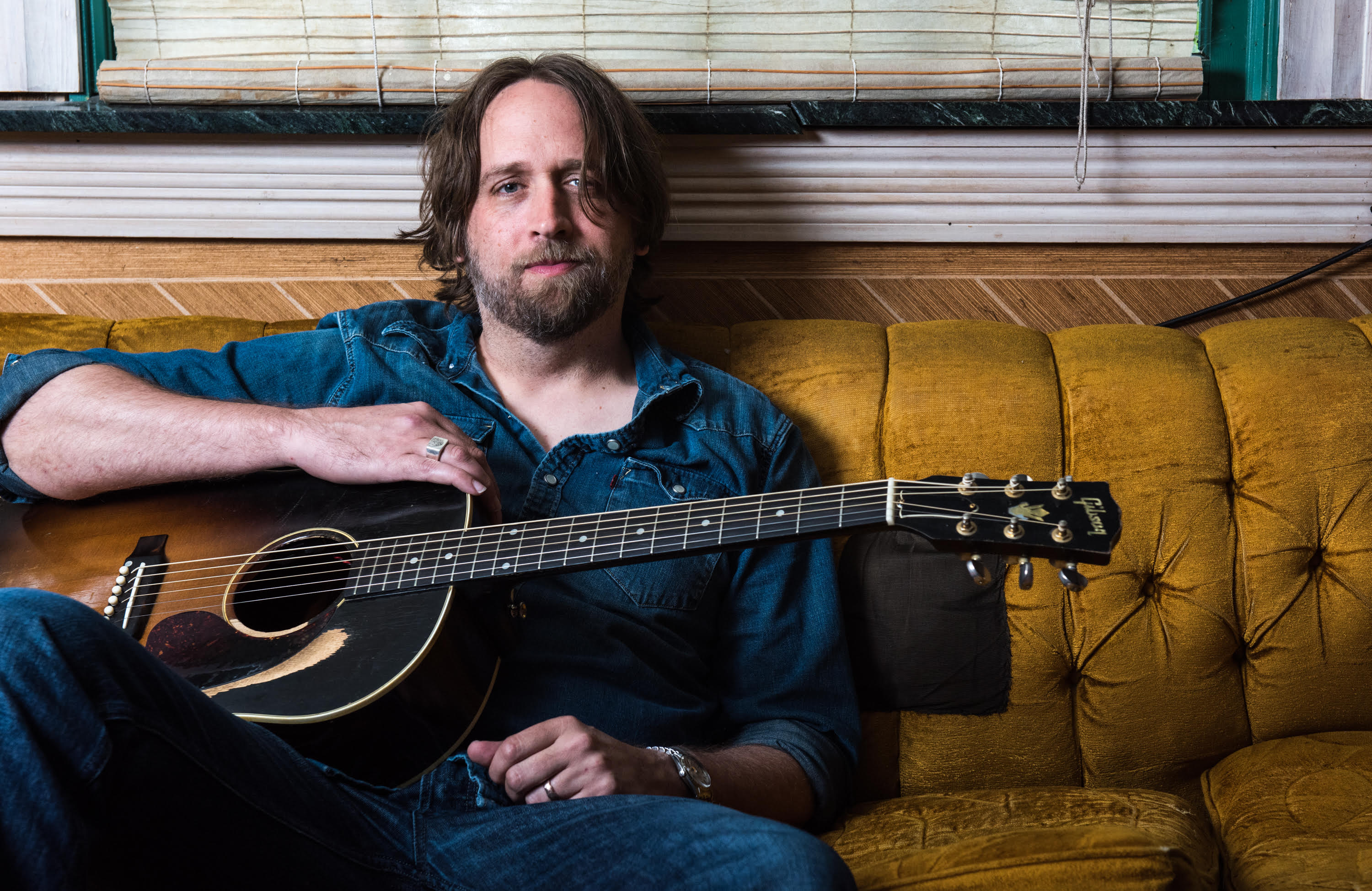
Hayes Carll (2018)

Joshua Hayes Carll (* 9. Januar 1976 in The Woodlands, einem Vorort von Houston) ist ein texanischer Country-Sänger und Singer-Songwriter. Herausstechendes Merkmal sind seine unverblümten Texte mit ihrem oftmals in Richtung Sarkasmus gehenden Humor. Seit 2002 hat der unter seiner Namens-Kurzform Hayes Carll bekannte Musiker acht Alben veröffentlicht. Hayes Carll wurde für mehrere Auszeichnungen nominiert und gilt inner- wie außerhalb seines Heimat-Bundesstaats mittlerweile als wichtiger Akteur der rauheren, sich an Roots-Rock-Formen orientierenden Alternative-Country-Szene.

## Biografie
Joshua Hayes Carll wuchs in The Woodlands auf, einem nordwestlich von Houston gelegenen Vorort, der aufgrund einer langjährigen Auseinandersetzung bezüglich der ursprünglich anvisierten Eingemeindung zu Houston breiter bekannt wurde. Bereits in seiner Jugend schrieb Carll Gedichte, Kurzgeschichten und Songs. Zur Musik führte ihn eigenen Aussagen zufolge auch der Umstand, dass letztere ihm am leichtesten von der Hand gegangen seien. Sein College-Studium absolvierte er auf dem Hendrix College in Conway, Arkansas. Eine Reminiszenz an die in Arkansas verlebte Zeit war das spätere Album Little Rock – benannt nach Little Rock, der Hauptstadt des Bundesstaats. Eigenen Angaben zufolge strebte er bereits während dieser Zeit ein Leben als Musiker und Country-Sänger an. Carll rückblickend: „Ich habe meine Karriereoptionen so weit sabotiert, dass ich nach der Schule so gut wie arbeitslos war und keine andere Wahl hatte, als Musiker zu werden.“

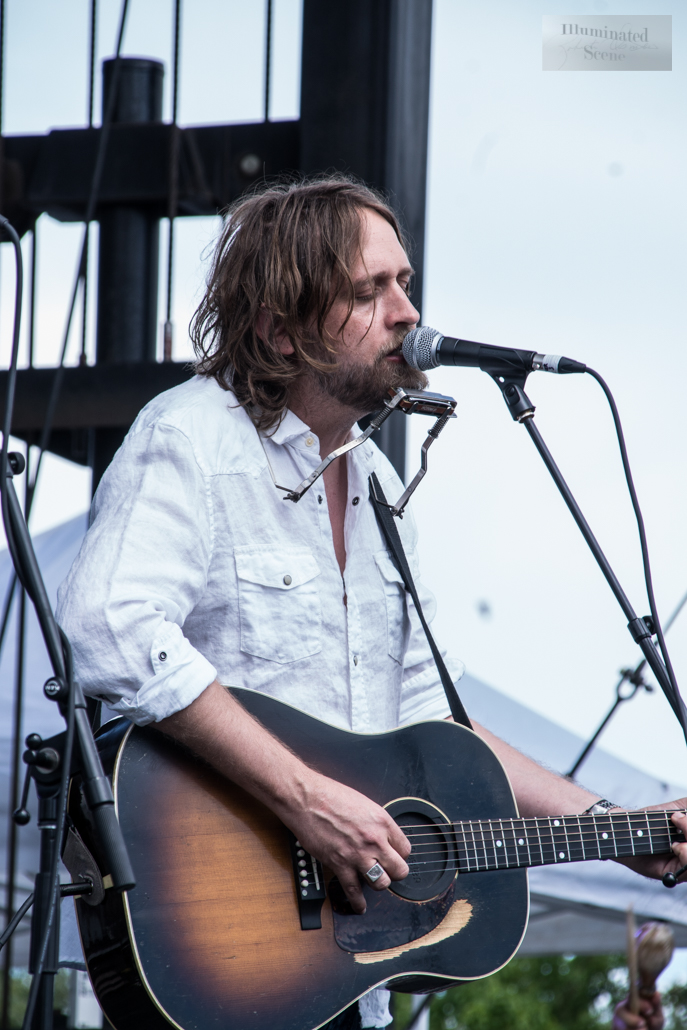
Auftritt 2016 auf dem Hinterland Music Festival in Saint Charles, Iowa

Nach seinem Studium kehrte Carll nach Texas zurück; als längerer Auslandsaufenthalt zu jener Zeit kamen acht Monate in Kroatien hinzu. Im Anschluss verbrachte Carll einige Jahre als Livemusiker in den Bars und Amüsieretablissements in der Umgebung von Crystal Beach – einem relativ abgelegenen Ort auf einer der texanischen Hafenstadt Galveston benachbarten Insel. Im Nachhinein charakterisierte Carll seine Zeit in Crystal Beach als eine für ihn wertvolle Erfahrung. Carll: „Die Leute in den Bars dort waren nicht unbedingt daran interessiert, was ich als Songwriter zu sagen hatte – sie wollten David Allan Coe und Merle Haggard hören und andere Sachen, die sie kannten. Das habe ich also vier Jahre lang sechs Abende pro Woche gemacht. Seitdem habe ich kein härteres Publikum mehr gehabt. Es war eine Initiation in die Rolle eines Künstlers.“
Auftritte in Folk-Clubs wie dem Old Quarter in Galveston führten schließlich zu Bekanntschaften mit anderen Musikern der texanischen Alternative Country-Szene wie zum Beispiel Ray Wylie Hubbard und Willis Alan Ramsay. Im Jahr 2002 veröffentlichte Hayes Carll sein Album-Debüt Flowers and Liquor. Das Album verkaufte sich zwar nur mäßig, erhielt allerdings lobende Kritiken. American Songwriter etwa prognostizierte, dass Carll der nächste große Songwriter der texanischen Altcountry-Szene sein könne. Hayes Carlls zweites Album erschien 2005. Es trug den Titel Little Rock und offerierte stilistisch einen breiten Mix aus traditionellen Singer-Songwriter-Balladen (Beispiel: das Carlls osttexanische Heimat abhandelnde Lied Rivertown), Roots Rock und mitunter jazzigen Anklängen. Die Irish Times charakterisierte Little Rock als eine Platte voll mit „zerklüfteten Erinnerungen und schrägen Beobachtungen.“
Der Nachfolger, Trouble in Mind, erschien 2008 bei dem renommierten Label Lost Highway Records. Die Aufnahmezeit war bei dem dritten Album großzügiger veranschlagt als bei den beiden ersten: anstatt fünf Tage wie bei Flowers and Liquor und zwölf Tage wie bei Little Rock betrug sie nunmehr einen ganzen Monat. Als nächstes Album erschien 2011 KMAG YOYO. Der Titel bestand aus einem unter Army-Angehörigen weitverbreiteten Akronym (Englisch: „Kiss my ass, guys, you’re on your own“; sinngemäß übersetzt: „Leckt mich am Arsch – wir sind aufgeschmissen“). Musikalisch offerierte KMAG YOYO eine abgespecktere Instrumentierung als die drei Vorgänger. Darüber hinaus war es Carlls erstes Album, das reputable Positionen in den Charts erzielte. Zwei der vier Anschluss-Alben – Lovers and Leavers (2016) sowie What It Is (2019) – erreichten ebenfalls Charts-Präsenz und waren sowohl in der Rubrik Country als auch in weiteren Rubriken wie US, Folk, Rock, Head und Indie vertreten. Die beiden Anschluss-Alben hingegen – die während der Corona-Pandemie veröffentlichte Produktion Alone Together Sessions (2020) sowie You Get It All (2021) – konnten an die Platzierungen der Vorgänger nicht anknüpfen.
Wie bei Profi-Musikern üblich zeigt Hayes Carll in den Bereichen Musikvideo-Veröffentlichungen und Live-Auftritte kontinuierlich Präsenz. Darüber hinaus wurde er für mehrere Genre-Auszeichnungen entweder nominiert oder explizit ausgezeichnet – nominiert bei den Americana Music Awards 2010, 2011 und 2012 sowie 2016 für den Grammy in der Rubrik Best Country Song (für das von Lee Ann Womack interpretierte Stück Changes Are), ausgezeichnet in mehreren Rubriken bei den Austin Music Awards 2017. Zu dem Country-Filmdrama Country Strong steuerte er vier Songs bei, mit denen der – eine der vier Hauptfiguren spielende – Schauspielers Garrett Hedlund die musikalischen Einlagen bestritt.
Seit 2019 ist Hayes Carll mit der Country-Musikerin Allison Moorer verheiratet. Moorer wirkte – zusammen mit Ray Wylie Hubbard – auch an dem Album Alone Together Sessions mit. Aus seiner ersten Ehe hat er einen Sohn mit dem Namen Ely. Nach Aufgabe seiner Domizile in New York City sowie Austin (2010 bis 2017) lebt er zwischenzeitlich in Nashville, Tennessee.

## Stil und Kritiken
Als hervorstechende Merkmale werden Hayes Carll unter anderem seine unverblümte Ehrlichkeit, seine Beobachtungsgabe sowie sein sarkastischer Humor angerechnet. Gelegentlich wurde er im Verlauf seiner Karriere mit der texanischen Alternativcountry-Legende Townes Van Zandt verglichen – ein Vergleich, den Carll zurückwies mit der Begründung, es gebe niemanden, der an diesen Musiker heranrage. Hayes selbst nennt als prägenden Einfluss Bob Dylan; zumindest dessen Art, Geschichten aufzubauen habe für ihn schon früh eine Vorbildfunktion gehabt. Ebenfalls aufzuführen ist der Einfluss von Ray Wylie Hubbard – ein Musiker, der in der texanischen Alternative Country- und Singer-Songwriter-Szene vielerorts als stilbildend angesehen wird. Zu dem 2019 erschienenen Buch The Songwriting Legacy of Ray Wylie Hubbard schrieb Hayes Carll nicht nur das Vorwort. Zusammen mit rund zwei anderen texanischen Alternative Country-Musikern war er auch mit einem Porträt-Kapitel dort vertreten.
Carlls Talent zu scharfsinnigen wie lebensnahen Beobachtungen charakterisiert der Biografie-Artikel zu ihm bei last.fm wie folgt: „Seine cleveren, respektlosen Texte und scharfen Beobachtungen, kombiniert mit seinem warmen texanischen Akzent, machen seine Geschichten und Anekdoten ebenso fesselnd und unterhaltsam wie seine Songs. (…) Besonders hervor sticht dieser augenzwinkernde Humor in dem Song ‚She Left Me For Jesus‘, in dem ein ahnungsloser Liebhaber verärgert und misstrauisch ist über die Veränderungen, die er an seiner Freundin beobachtet.“ Die deutschsprachige Countrymusic-Seite country.de charakterisierte Hayes Carll anlässlich der Veröffentlichung von You Get It All als „abgeklärten Humanisten“, der nach Trennung und Krise wieder neuen Lebensmut gefunden habe.
Hayes Carll selbst veranschlagt bei seinen Songs die Pointen-Genauigkeit höher als stilistische oder handwerkliche Finessen. Carll: „Meine Stärke ist nicht, dass ich die tollste Stimme der Welt habe oder dass ich ein unglaublicher Musiker bin – vielmehr hoffe ich, dass es irgendeinen Aspekt meiner Persönlichkeit und meiner Texte gibt, mit dem sich die Leute identifizieren können.“ Viele Kritiken heben zudem den Wandel hervor zwischen den Veröffentlichungen bis KMAG YOYO und denen, die später erfolgten. Speziell das nach der Trennung von seiner ersten Frau veröffentlichte Album Losers and Leavers sowie die mit seiner neuen Partnerin Allison Moore zusammen produzierten Platten What It Is und Alone Together Sessions legten eine Art persönlicher Offenheit frei, die zuvor oftmals hinter Sarkasmus und Pointen versteckt war.
Auch Carlls linksliberale politische Haltung trat in den Jahren nach KMAG YOYO zunehmend deutlicher hervor. Ebenso wie Willie Nelson engagierte er sich beispielsweise für Wahlkampagnen des demokratischen Politikers Beto O’Rourke. Als kritische Gesellschaftsporträts werden vor allem die beiden Songs Another Like You (auf KMAG YOYO) und Fragile Men (auf What It Is) immer wieder als Beispiele aufgeführt. Der erste thematisiert das Auseinanderdriften der USA in zwei politisch verfeindete Lager. Der zweite ist eine Abrechnung mit dem Männerbild auf der Seite der Alt-Right und spielt vor dem Hintergrund der rechtsextremen Demonstrationen in Charlottesville 2017. In einem längeren Interview für das Musikmagazin lonestarmusicmagazine.com bekannte sich Carll einerseits dazu, seine politischen Positionen auch als Künstler unmissverständlich zu vertreten. Andererseits wolle er dabei jedoch keine belehrende Position einnehmen und setze insgesamt vor allem auf die Wirkung konstruktiver Dialoge.

## Trivia
Im Zug der Trennung von Allison Moorer von ihrem Ex-Ehemann, dem Singer-Songwriter und Musiker Steve Earle und ihrer zwischenzeitlich eingegangenen Beziehung mit Hayes Carll kam es 2017 zu einem über die Medien ausgetragenen Flaming zwischen Earle und Carll. Anlass waren despektierliche Äußerungen von Earle in einem Interview mit der britischen Zeitung The Guardian, in denen er seinen Nachfolger an der Seite von Allison Moorer als „dürr“ und „weniger talentiert“ abklassifizierte. Anlässlich des von Countrylegende Willie Nelson alljährlich ausgerichteten Festivals Willie Nelson’s Fourth of July Picnic, auf dem 2017 sowohl Earle als auch Hayes Auftritte absolvieren sollten, galt ein konfliktträchtiges Aufeinandertreffen der beiden als ausgemachte Sache. Vermieden wurde sie durch den Umstand, dass beide auf unterschiedlichen Bühnen spielten. Während Earle die Angelegenheit bei seinem Auftritt überging, stellte Carll einen neuen, nicht näher spezifizierten Song vor, welcher die Zeile beinhaltete: „Ich glaube, sie hat dich verlassen, weil du deine Klappe nicht halten wolltest.“

## Diskografie

### Studioalben
- Flowers & Liquor (2002, Compadre Records)
- Little Rock (2005, Highway 87 Records)
- Trouble in Mind (2008, Lost Highway Records)
- KMAG YOYO (2011, Lost Highway Records)
- Lovers and Leavers (2016, Lost Highway Records)
- What It Is (2019, Dualtone)
- Alone Together Sessions (2020, Dualtone)
- You Get It All (2021, Dualtone)

### Singles und EPs
- It’s A Shame (2008, Lost Highway Records)
- Kmag Yoyo (2011, Lost Highway Records)
- Time Like These (2018, Dualtone Records)
- None’ Ya (Dualtone Records)